# 多萝西·兰格
多萝西·兰格（英語：Dorothea Lange，1895年5月26日—1965年10月11日）是一个有影响力的美国传记摄影师和摄影作家，她因为为美国联邦农业安全管理局（FSA）拍摄的大萧条时期作品而出名。兰格的照片讲述了大萧条对百姓造成的后果也影响了传记摄影的发展。

## 早年生活
1895年5月26日，多萝西·兰格出生於新泽西州的第二代德国移民家庭中。她出生的时候被命名为多萝西·玛格丽特·纳特逊。當多萝西的爸爸在她十二岁的时候抛弃了整个家庭之后，她去掉了中间名并改用她妈妈未婚时候的姓。这是她人生中两件最令她受伤的事情之一，另一件就是在她七岁的时候她得了小儿麻痹症，导致她的右腿永久性损伤而且变成了跛子。她有一次说道“它成就了我，指引了我，教导了我，帮助了我，嘲笑了我，我从没克服这件事，但我感受到了它的力量。”

## 事业
兰格在纽约的哥伦比亚大学摄影系念书，受教於克拉倫斯·哈德森·懷特（Clarence H. White）。兰格在几家纽约大型摄影工作室里正式当过学徒，包括很有名的摄影师阿諾德·讓特（Arnold Genthe）。1918年的时候，她去了洛杉矶。在第二年，她开了一家成功的肖像工作室。
她的晚年都是住在伯克利对面的街上。1920年她嫁给了一个著名的画家梅納德·迪臣（Maynard Dixon）并生下了两个儿子。第一个儿子丹尼爾·羅德斯·迪克森（Daniel Rhoades Dixon）出生在1925年。第二个儿子喬·伊戈斯費瑟·迪克森（Jogh Eaglesfeather Dixon）出生于1930年。
当她开始着手于拍摄大萧条时，兰格把她的镜头从工作室转向了路边。她采访了那些没有职业的人和无家可归的人，并被当地的摄影师关注并使她随后去联邦移民局也就是现在的美国联邦农业安全管理局工作。
1935年12月，兰格和迪臣离婚并嫁给了一个经济学家保羅·舒斯特·泰勒（Paul Schuster Taylor），加州伯克利大学的经济教授。泰勒教兰格社会和政治，他们一起记录了农村的贫穷和收益分成的佃农的滥用和近五年来移民的劳动者。泰勒负责采访以及收集经济数据，兰格则负责拍照片。
1935年到1939年，多萝西兰格在RA和FSA的工作给穷苦和被遗忘的劳动者，尤其是收益分成的佃农，家庭以及移民来的劳动者带来了社会的关注。 她尖锐的评价成为了那个时代的标识。
多萝西兰格最有名的照片是《移民母親》（Migrant Mother)。照片中的女人是弗羅倫斯·歐文斯·湯普森（Florence Owens Thompson）。原始照片后来被修改过，去掉了Florence的大拇指但是她的食指被保留了。
在1960年，兰格讲述了她拍这张照片的经历。
我看见并接近了这个饥饿又绝望的母亲，就好像被一块磁石吸引。我不记得我是如何向她解释我自己或者是我的摄像机，但我依旧记得她没有问我问题。我向她走去，没有问她名字和过去，她告诉了我她32岁了，她说他们靠附近冻坏的蔬菜和小孩杀死的鸟类存活。她告诉我她卖掉了她车子的轮胎去买食物。她靠在帐篷上，她的孩子坐在她四周，好想知道我的照片可能帮助她。所以她协助了我。这就像是一种平等.
兰格回家之后，她告诉洛杉矶报纸的编辑关于那个帐篷四周的条件和两张她拍的照片。那个编辑通知了联邦权威机构并刊登了一篇文章以及兰格拍摄的照片。政府给了那边的人救助让他们避免挨饿。
根据湯普森的儿子说法，兰格关于这个故事所说的有些细节是错误的，但是这张体现移民工人的力量和需求的照片还是有很大的影响力的。.
1941年，兰格因为这张出色的照片被授予了古根海姆学者奖。在珍珠港偷袭之后，她放弃了这珍贵的学者奖而去记录那些日籍美国人的逃亡。